# Red Horse

Red Horse um 1880

Red Horse (Rotes Pferd), indianischer Name Tasunka Luta oder Tȟašúŋke Lúta (Sein scharlachrotes Pferd), (* 1822 irgendwo in den Plains zwischen dem Missouri und den Black Hills im heutigen Nebraska; † 1907 wahrscheinlich in der Cheyenne River Reservation in South Dakota) war ein Häuptling der Minneconjou-Lakota-Sioux. Er war ein Veteran der berühmten Schlacht am Little Bighorn (25. Juni 1876) im heutigen Montana und hat einige Jahre später von diesem Geschehen in Wort und Bild berichtet. – Von seinen näheren Lebensumständen ist übermittelt, dass er mit zwei Frauen verheiratet gewesen ist und drei Nachkommen gehabt hat. Ansonsten liegt das Leben von Red Horse völlig im Dunkeln.

## Der Bericht
Von 1877 an lebte Red Horse (erzwungenermaßen wie die meisten Lakota) in der Great Sioux Reservation. Dort hat er 1881 vor US-amerikanischen Regierungsvertretern in der Cheyenne River Agentur das Geschehen in der Schlacht am Little Bighorn aus seiner Sicht geschildert. Dieser Bericht wurde von Charles E. McChesney, Arzt (Chirurg) in der US-Armee, während mehrerer Sitzungen aufgeschrieben.
In der Einleitung seines Berichts sagt Red Horse, dass er und viele Sioux-Indianer im Frühjahr 1876 (five springs ago) ihre Zelte am Cheyenne River abbrachen und zum Rosebud River zogen, wo sie einige Tage lang blieben. Danach gingen sie zum Little Bighorn River – Greasy Grass von den Indianern genannt – und errichteten dort mit ihren Zelten ein großes Lager, dessen Anordnung er so beschreibt: «Die Zelte der Hunkpapa standen am höchsten über dem Fluss, auf einem Vorsprung. Die Zelte der Santee standen als nächste. Dann folgten die Zelte der Oglala. Dann folgten die Zelte der Brulé. Dann folgten die Zelte der Minneconjou. Dann folgten die Zelte der Sans Arc. Dann folgten die Zelte der Blackfeet. Dann folgten die Zelte der Cheyenne. [Dazu] waren noch einige Arikara und Two Kettles (ohne eigene Zelte) unter den Sioux.»

Darstellung eines Reiterkampfes im schon weit fortgeschrittenem Stadium der Schlacht: Zwei US-amerikanische Fahnen wehen noch, zwei weitere und einige gefallene Soldaten liegen auf dem Boden

Am Tage der Schlacht, einem Sonntag, grub Red Horse, wie er weiter berichtet, zusammen mit vier Frauen wilde Rüben in der Prärie aus, als sie plötzlich in der Ferne eine Staubwolke aufsteigen sahen. Bald erkannten sie, dass berittene Soldaten im Anmarsch waren und das Lager sich in höchster Gefahr befand. Es war das Bataillon von Major Reno, das da plötzlich erschienen war. Zwar waren die Sioux über die Bewegungen von Custer jederzeit im Bilde hatten aber nicht Renos Trennung mit seinen Schwadronen von der Hauptmacht bemerkt und so geschah dieser Angriff völlig überraschend. Das wird auch in dem Bericht von Red Horse deutlich, der diese aufregende Situation so schildert: «Die Frauen und ich liefen hin [zum Lager]. Als ich ankam, sagte mir jemand, ich sollte rasch zum Beratungszelt kommen. Die Soldaten griffen jedoch so schnell an, dass wir nicht reden konnten. Wir verließen das Zelt ... Die Sioux holten ihre Gewehre und sprangen auf ihre Pferde, um gegen die Soldaten zu kämpfen. Frauen und Kinder stiegen auf Pferde, um zu flüchten.»
Im weiteren Verlauf der Erzählung werden dann die Kämpfe gegen Reno und Custer in recht allgemeiner Form von Red Horse geschildert. Die einzelnen Ereignisse entsprechen in etwa auch anderen bekannten Berichten darüber: Zuerst wurden Renos Soldaten, die Zelte der Hunkpapa in Brand gesteckt hatten, im Dorf gestellt und dann bis über den Little Bighorn River zurückgeworfen, wo sie sich auf einer Anhöhe verschanzten. Während einige Krieger Renos Stellung unter Bewachung hielten, wandten sich die vielen anderen nach Norden, um in den schon entbrannten Kampf (Crazy Horse) gegen Custers Bataillon einzugreifen. Nachdem dort alle Soldaten getötet worden waren kehrten die meisten Sioux zu der Stellung von Reno zurück, um auch dort eine Entscheidung herbeizuführen, was aber nicht gelang.
Danach werden noch mehr oder weniger interessante Ereignisse beschrieben. Von seinen eigenen Taten während der Kämpfe hat Red Horse so gut wie nichts berichtet, was aber verständlich ist, denn schließlich gab er seinen Bericht vor US-amerikanischen Regierungsvertretern ab, letztlich immer noch Feinde der Sioux, denen klugerweise ja nicht alles erzählt werden musste.

## Die Bilder
Zu seinem Bericht schuf Red Horse eine eindrucksvolle Illustration: 41 Zeichnungen auf großformatigem (which average 24 by 26 inches) Manilapapier, größtenteils mit Buntstiften und Tinte koloriert. Bei dieser Arbeit konnte er frei aus sich heraus schaffen und wurde dabei nicht von einem Zweiten (wie bei dem Bericht) interpretiert. In ihrer Gesamtheit sind diese Bilder ganz sicherlich ein großes Kunstwerk und bilden ein Gegenstück zu einem Werk zum gleichen Thema von Kicking Bear, der, was Red Horse auf 41 Bildern verteilt abbildete, in einer einzigen verdichteten Darstellung geschaffen hat. (Dazu hat auch Amos Bad Heart Bull von der Schlacht am Little Bighorn eine eindrucksvolle Bilderreihe gestaltet.)

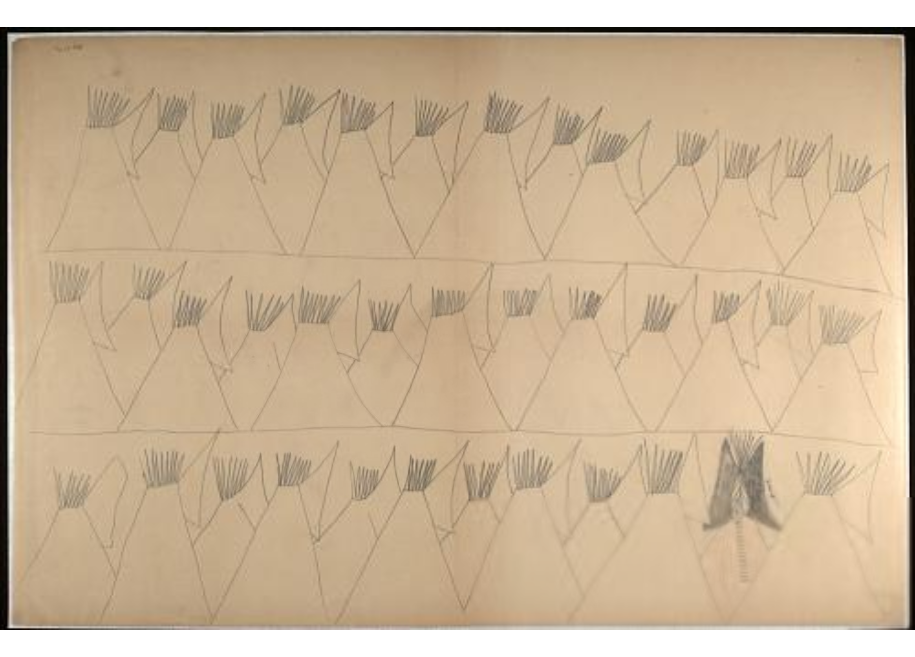
Das Lager am Little Bighorn River
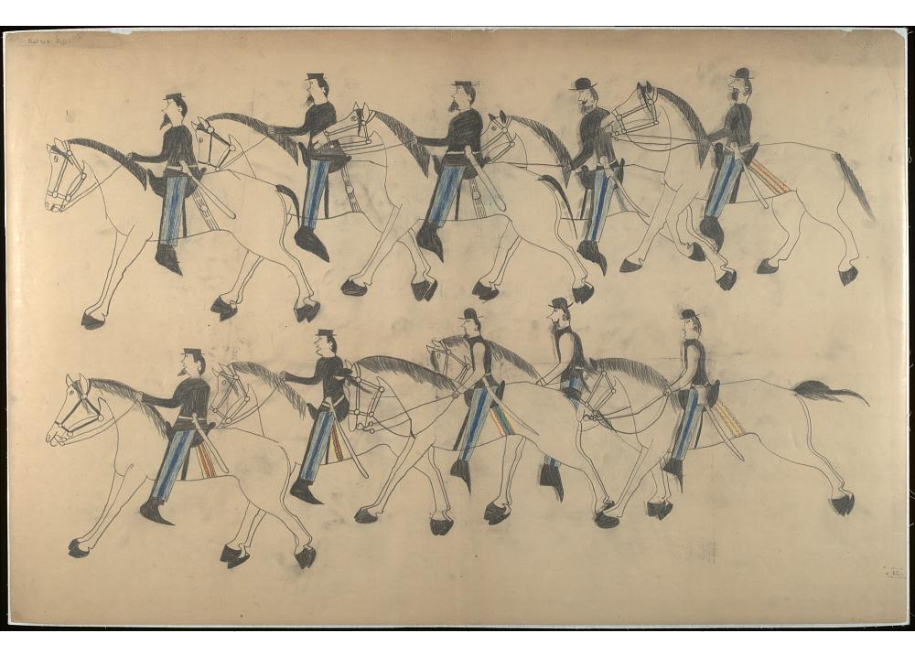
Soldaten zu Pferde greifen das Lager an
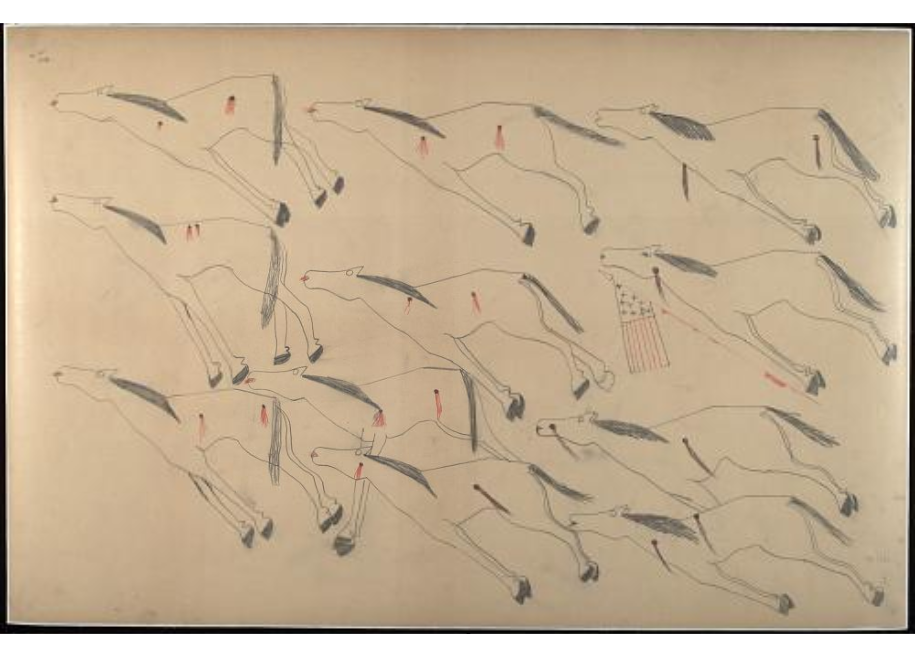
Getötete Pferde von Renos Bataillon
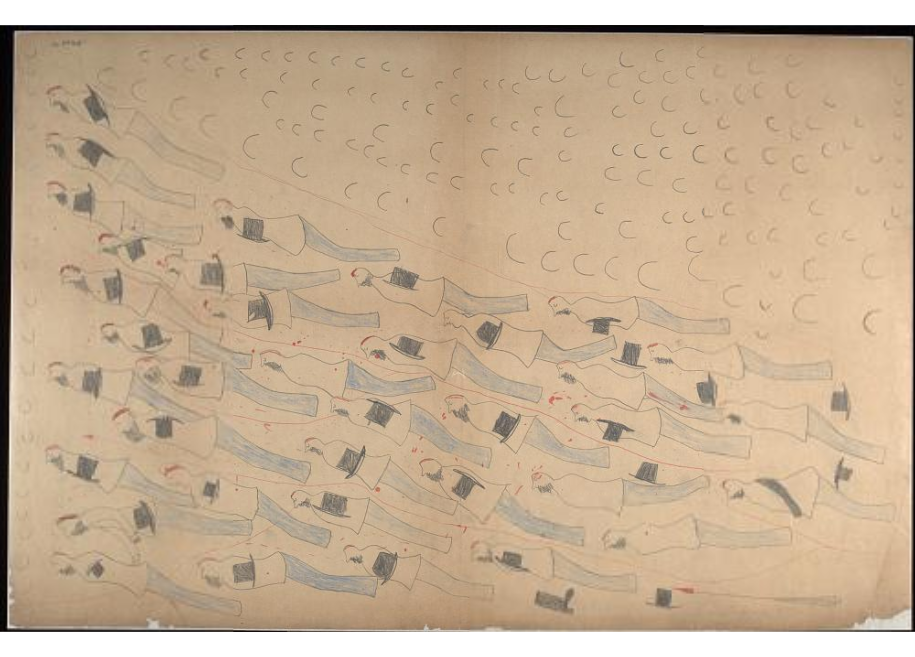
Tote Soldaten. (Umgekommen im Fluß?)
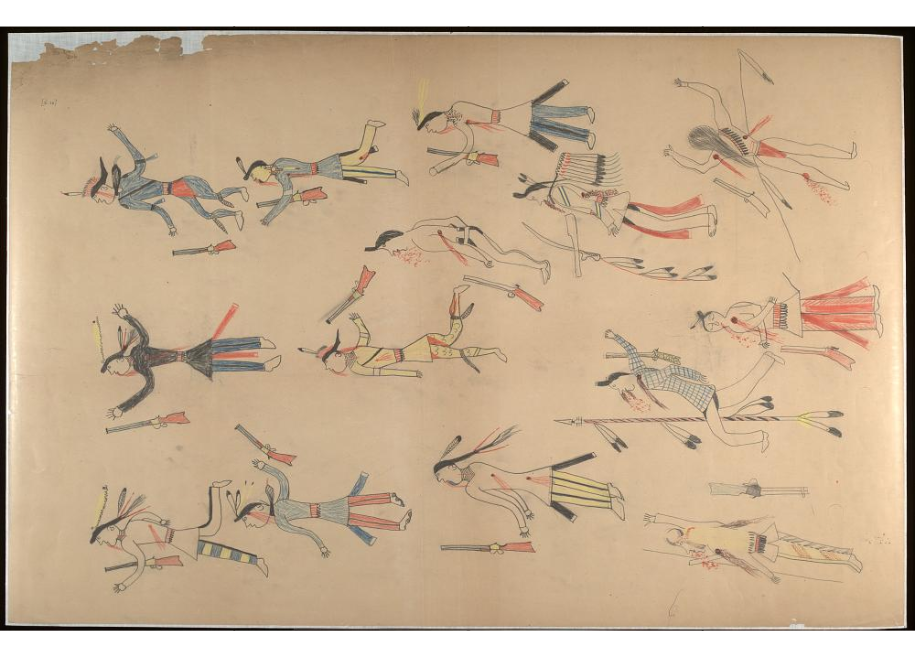
Die toten Sioux
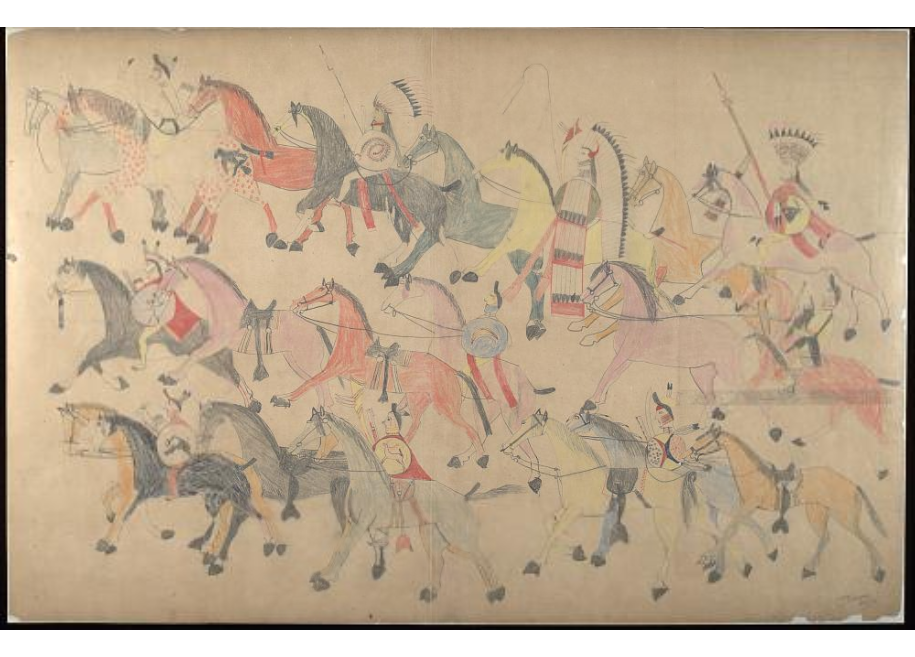
Rückkehr der Indianer nach der Schlacht